# اچ‌ام‌اس بوستون (۱۷۶۲)
اچ‌ام‌اس بوستون (۱۷۶۲) (به انگلیسی: HMS Boston (1762)) یک کشتی بود که طول آن ۱۲۷ فوت ۵ اینچ (۳۸٫۸۴ متر) بود. این کشتی در سال ۱۷۶۲ ساخته شد.